# Cataulacus wasmanni
Cataulacus wasmanni é uma espécie de formiga do gênero Cataulacus, pertencente à subfamília Myrmicinae.